# توني أورتيغا
توني أورتيغا (بالإنجليزية: Tony Ortega)‏ هو محرر وصحفي أمريكي، ولد في 23 مايو 1963 في لوس أنجلوس في الولايات المتحدة.